# Roots reggae

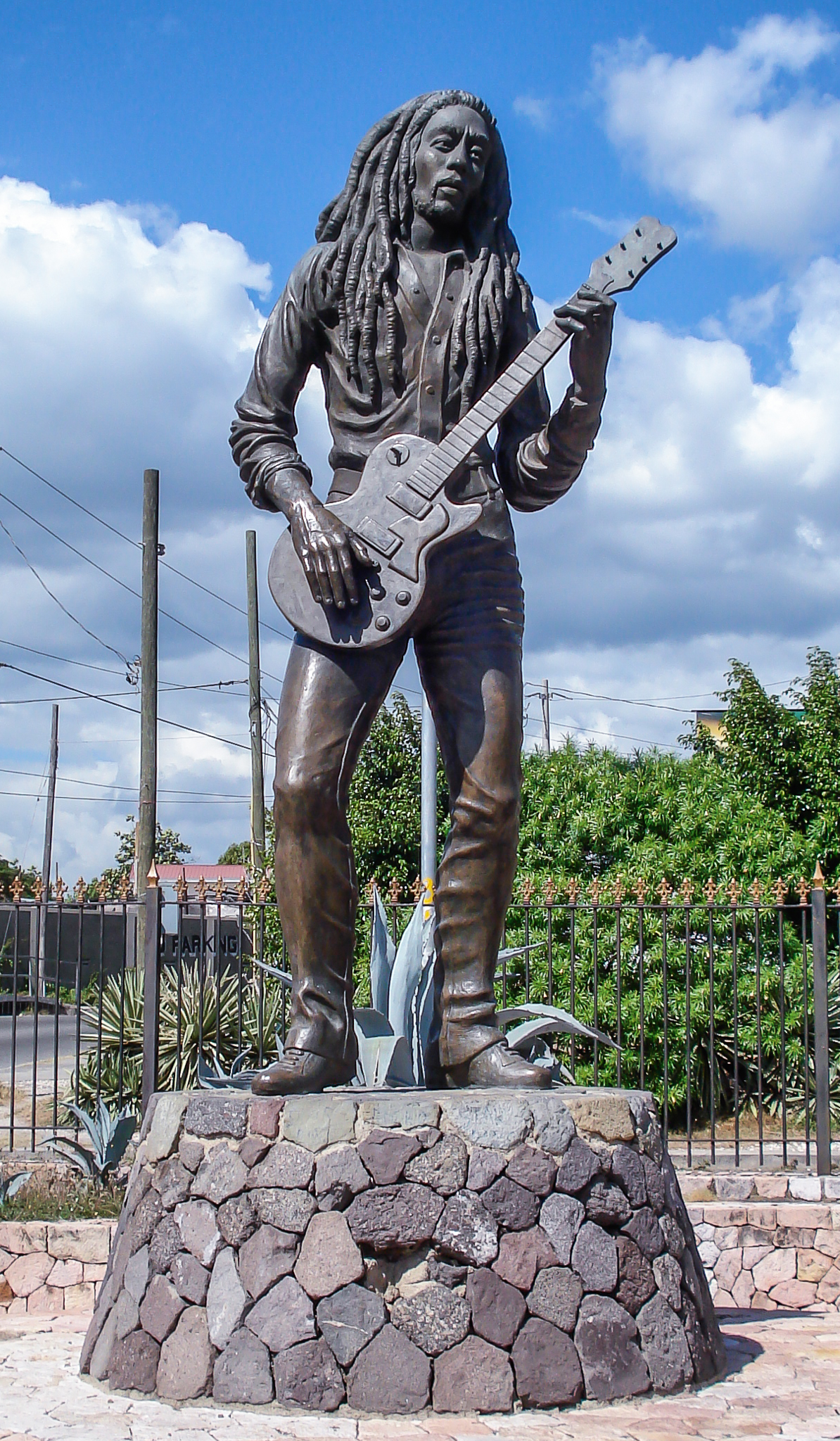
Estatua de Bob-Marley, un dels seus principals propulsors, a Kingston

Roots reggae és un subgènere del reggae que es va desenvolupar a Jamaica a partir de l'ska i el rocksteady i es va fer famós fora del Carib, en bona part, gràcies al llegendari cantant i compositor Bob Marley. El roots reggae tracta de la vida quotidiana i les aspiracions dels artistes interessats, incloent-hi el costat espiritual del Rastafari. També s'identifica amb la vida del ghetto, i els pobres rurals. Els temes lírics inclouen l'espiritualitat i la religió, la pobresa, l'orgull negre, els problemes socials, la resistència al govern i l'opressió racial i la repatriació a Àfrica.

## Història
La creixent influència del moviment rastafari després de la visita d'Haile Selassie a Jamaica el 1966 va tenir un paper important en el desenvolupament del reggae d'arrels, amb temes espirituals cada vegada més comuns en les lletres de reggae a la fi dels anys 60. Entre els primers llançaments de reggae d'avantguarda, hi va haver "Blood & Fire" de Winston Holness (1970) i "Conquering Lion" de Yabby You (1972). Els disturbis polítics també van jugar la seva part, amb la campanya electoral de Michael Manley de 1972 dirigida al suport de les comunitats ghetto de Jamaica. L'augment de la violència associada amb els partits polítics opositors també va ser un tema líric comú, amb temes com "Policies i lladres" de Junior Murvin i "Two Sevens Choque" del grup Culture.
L'apogeu del reggae d'arrels es considera generalment com la segona meitat dels anys 70, amb artistes com The Abyssinians, Johnny Clarke, Cornell Campbell, Bob Marley, Peter Tosh, Burning Spear, Dennis Brown, Max Romeo, Horace Andy i Hugh Mundell. Lincoln Thompson, i grups com Black Uhuru, Steel Pulse, Israel Vibration, The Gladiators i Culture, juntament amb productors com Lee Scratch Perry, Bunny Lee, Joseph Hoo Kim i Coxsone Dodd. Els pioners experimentals d'aquests productors dins de paràmetres tecnològics freqüentment restringits van donar a llum el dub, i són vistos per alguns historiadors de la música com una de les primeres (encara que analògiques) aportacions a les tècniques modernes de producció de música de ball.
El reggae de les arrels també es va fer molt popular a Europa en la dècada de 1970, especialment entre els joves blancs d'esquerres a Europa Occidental. La popularitat de Wailers a Europa va obrir la porta a altres artistes, i les arrels dels artistes de reggae es van fer populars amb els fans del punk rock. Quan els jamaicans van tornar a ballar, es van formar moltes bandes de reggae d'origen negre, blanc i mixt a Europa. Posteriorment, el reggae de les arrels també va entrar en els Estats Units amb la migració massiva de jamaicans a Nova York. Això va tenir lloc amb les reformes realitzades a les lleis nord-americanes d'immigració a principis dels anys seixanta. Juntament amb les tradicions i els aliments localitzats, la música reggae també va ser inevitablement contribuint al paisatge sonor de la ciutat de Nova York, com el desenvolupament del hip-hop.